# Каталан (сеньор Монако)
Каталан (фр. Catalan, итал. Catalano) — сеньор Монако в 1454—1457 годах. Сын Жана I и его жены Помеллины Фрегосо.
Наследовал титул после смерти своего отца, Жана I, 8 мая 1454 года.
Был женат на Бьянке дель Карретто. Двое их сыновей (Жан и Ренье) умерли в младенчестве. В соответствии с порядком наследования титула, принятым в 1454 году Жаном I, наследницей стала дочь Клодина, для которой в качестве будущего супруга Каталан выбрал Ламберта Гримальди, происходившего из антибской ветви семьи Гримальди. Брак должен был состояться после достижения Клодиной совершеннолетия.
Умер в июле 1457 года.